# クリスティーナ・ミラー
クリスティーナ·ミラー（Christina Miller、女性、生年月日不明 - ）は、アメリカ合衆国の経営者で、4代目カートゥーンネットワーク社長。

## 略歴
2005年にターナー・ブロードキャスティング・システムに入社。青年および若年成人の消費者向け製品やホームビデオ事業を指示した。2014年3月末にスチュアート・スナイダーが辞任した後、７月にカートゥーンネットワークを担当する者としての地位を引き継いだ。